# Dghe
Dghe är ett distrikt i Eritrea.   Det ligger i regionen Gash-Barkaregionen, i den västra delen av landet, 150 km väster om huvudstaden Asmara.